# 梓潼楊公闕
梓潼楊公闕位於四川省梓潼縣，文物遺址年代判定為漢代。1985年6月17日公佈為梓潼縣文物保護單位。

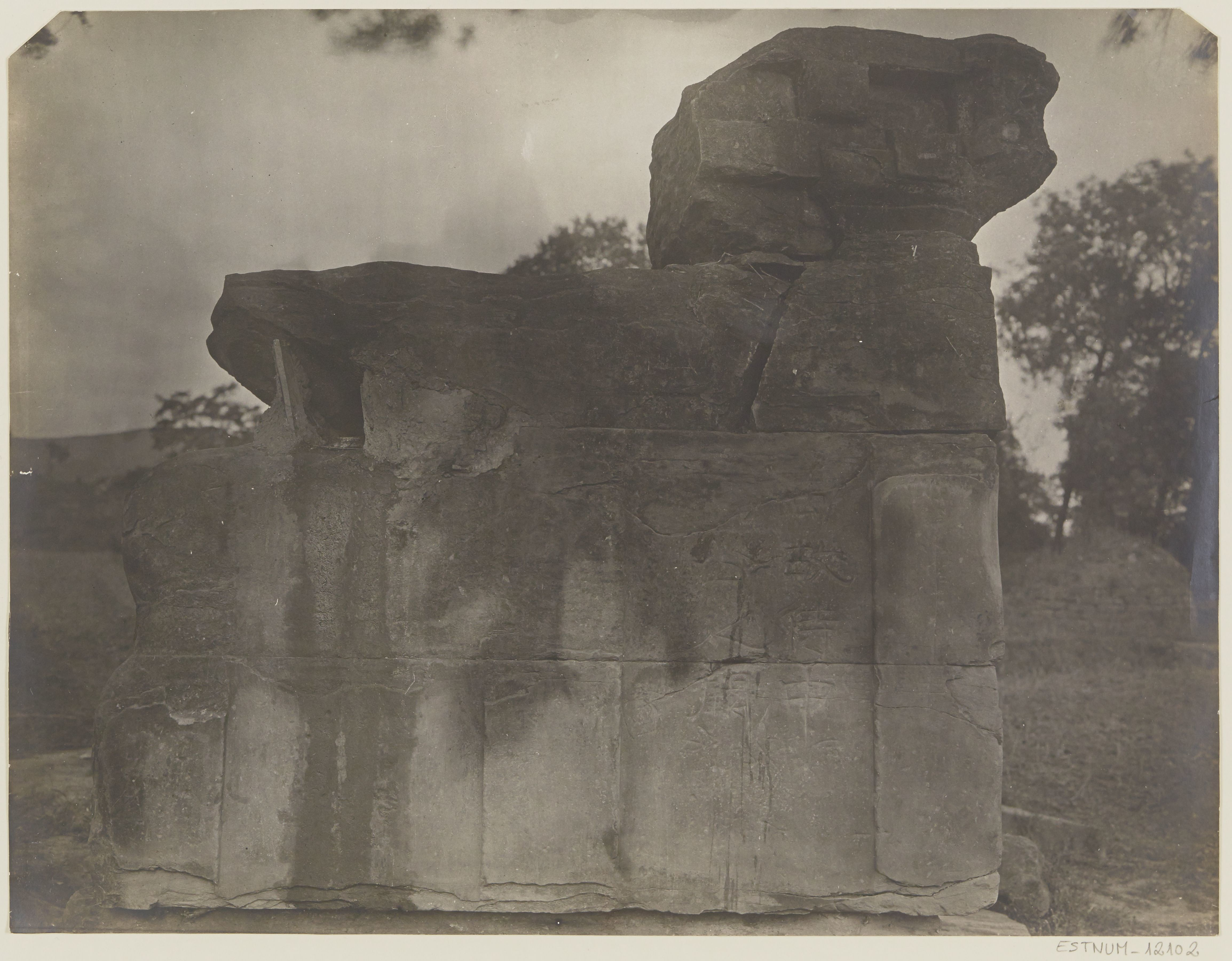
法国人謝閣蘭1914年拍攝的楊公闕

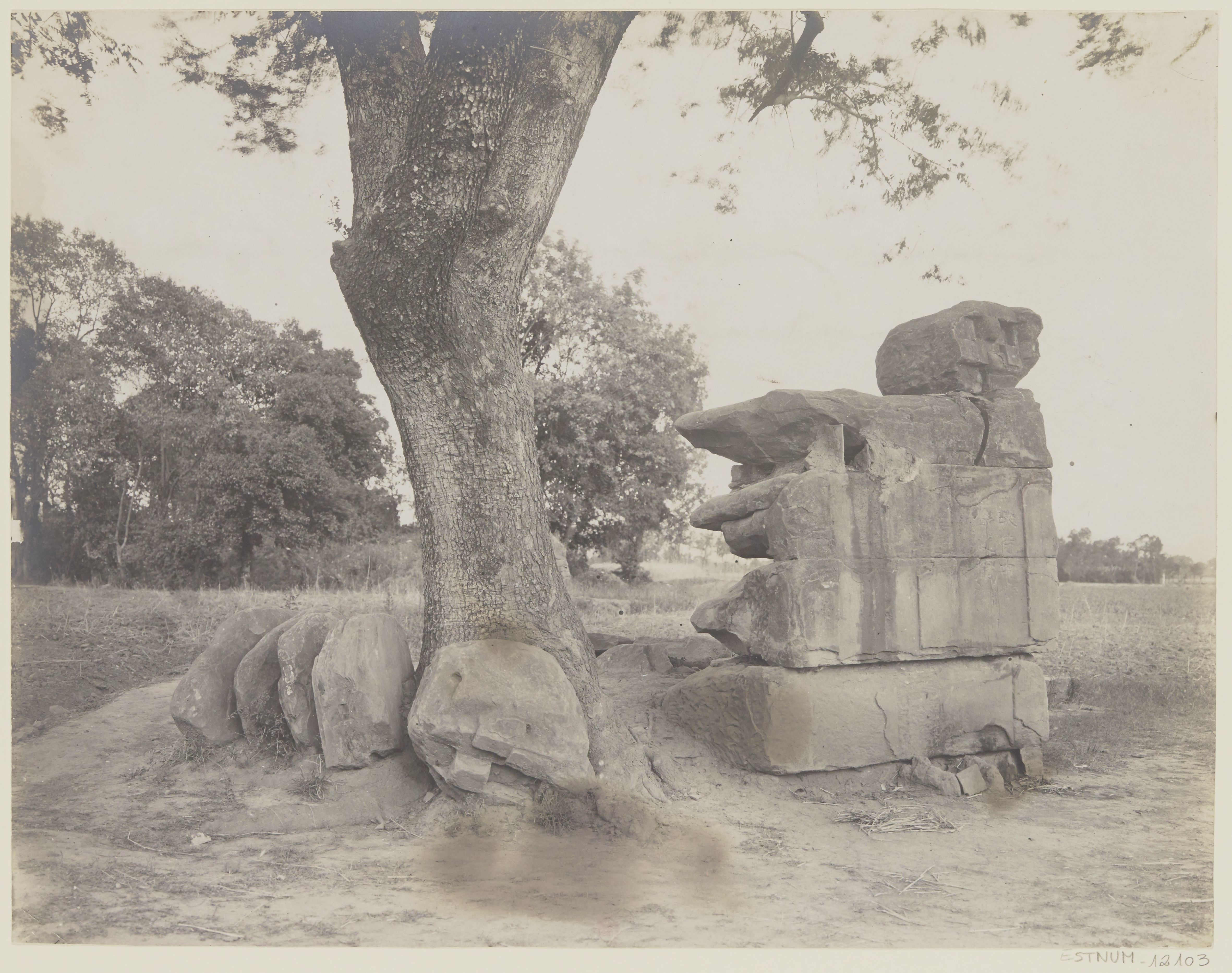
法国人謝閣蘭1914年拍攝的楊公闕

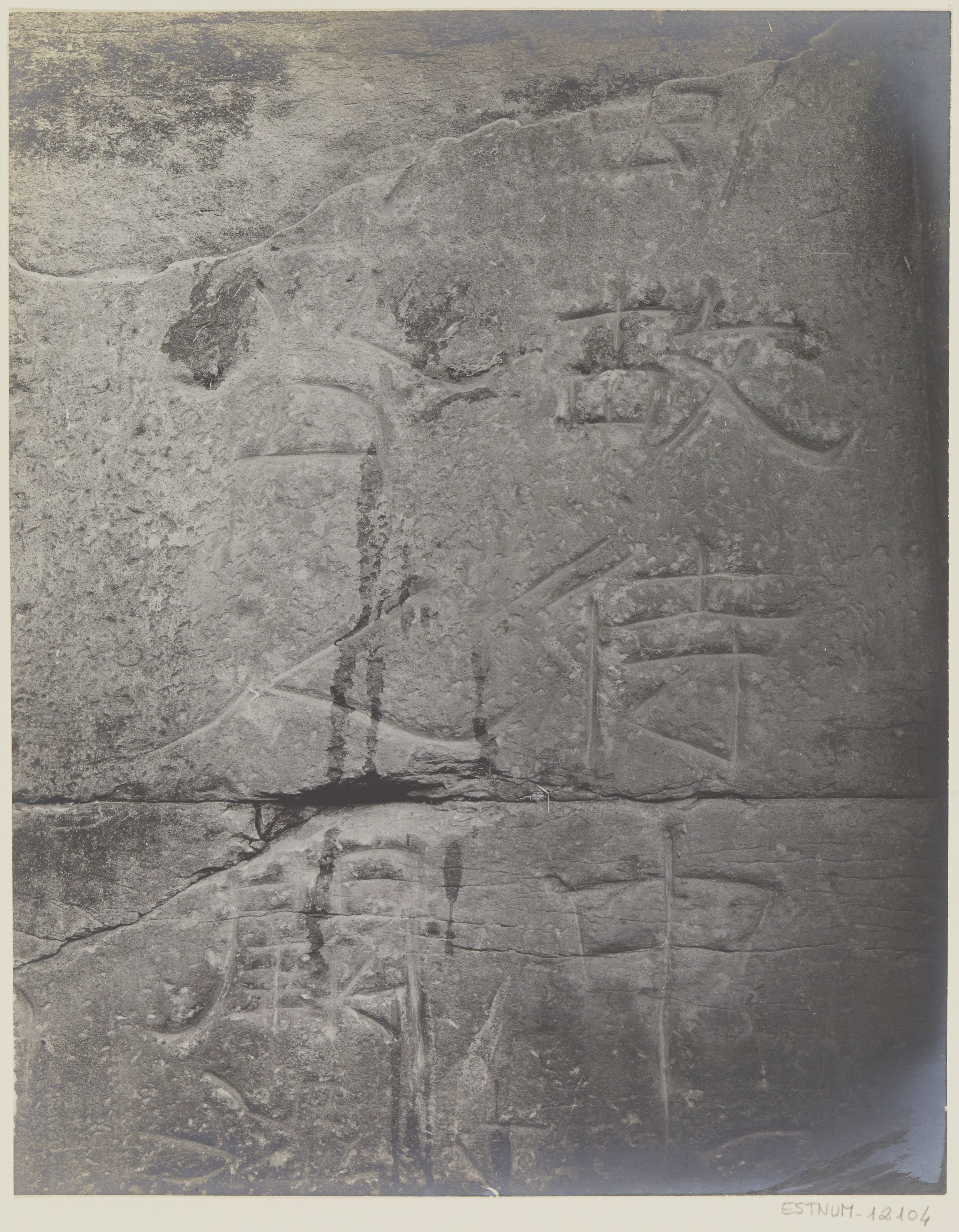
法国人謝閣蘭1914年拍攝的楊公闕

此闕在梓潼縣城北門外北街西側，距街面約20米。現存右闕的主闕，石質為青灰色細砂石，與西門外無銘闕相同。基石及頂蓋均已失去。現有的基石並非原石。闕上的漢構僅存闕身及樓部石一層，通高260厘米。闕身，由五層石材構成，每層均系一整石。第一層至第四層的石材大小相同，每層高45厘米，寬174厘米，進深98厘米。正，背面各刻出三根立柱，左側面有二柱，右側面無柱形。第三、第四層正面刻兩行隸書「囗（蜀）故侍中／囗公之闕」。此闕原在縣城北約1公里的宏仁堰內，1950年代初遷西壩大隊堰管局內，1964年再遷現處。